# Santa Cristina Gherdëina
Santa Cristina Gherdëina (niem. St. Christina in Gröden, wł. Santa Cristina Valgardena) – miejscowość i gmina we Włoszech, w regionie Trydent-Górna Adyga, w prowincji Bolzano.
Liczba mieszkańców gminy wynosi 1900 (dane z roku 2009). Język ladyński jest językiem ojczystym dla 91,2%, niemiecki dla 5,68%, a włoski dla 3,12% mieszkańców (2001).